# Douar Kannine
 (février 2012).
Si vous disposez d'ouvrages ou d'articles de référence ou si vous connaissez des sites web de qualité traitant du thème abordé ici, merci de compléter l'article en donnant les références utiles à sa vérifiabilité et en les liant à la section « Notes et références ».
Douar Kannine est un lieu habité se situant au nord-est du Maroc dans la région de l'Oriental, sur le territoire de la confédération des Béni-Snassen, au sud des montagnes des Béni-Snassen, il est situé dans les environs de Tafoughalt et de Rislane (Souk Al Had).
Il se trouve à environ 33,9 km de Berkane, 58,7 km d'Oujda, 36,4 km Laayoune (orientale) ; (distances routières).
Les habitants s'expriment en amazigh zénète (Béni-Snassen) et en arabe.